# Journey to the West (album)
Journey to the West is het soundtrackalbum van de circusopera Monkey: Journey to the West. Het werd uitgebracht op 18 september 2008 en bevat een combinatie tussen traditionele Chinese zang en Westerse instrumenten.

## Nummers
1. Monkey's World
2. Monkey Travels
3. Into the Eastern Sea
4. The Living Sea
5. The Dragon King
6. Iron Rod
7. Out of the Eastern Sea
8. Heavenly Peach Banquet
9. Battle in Heaven
10. O Mi To Fu
11. Whisper
12. Tripitaka's Curse
13. Confessions of a Pig
14. Sandy the River Demon
15. March of the Volunteers
16. The White Skeleton Demon
17. Monk's Song
18. I Love Buddha
19. March of the Iron Army
20. Pigsy in Space
21. Monkey Bee
22. Disappearing Volcano